# Celebrante umanista
Un celebrante umanista, o officiante umanista, è una persona che gestisce un servizio di cerimonie laico-umaniste, cioè non religiose, come matrimoni, funerali, benvenuto per bambini, maturità o conferme e altri rituali. Alcuni celebranti umanisti sono accreditati presso organizzazioni umaniste come Humanists UK, Humanist Society Scotland (HSS) e Humanist Association of Canada (HAC).

## Disponibilità
Le cerimonie umaniste sono celebrate in ogni parte del mondo da organizzazioni umaniste, anche se lo stato giuridico delle diverse cerimonie non religiose varia da luogo a luogo. In generale le cerimonie funebri non sono regolate dagli Stati, ma molti paesi con una forte componente religiosa hanno linee guida più rigorose su chi può celebrare matrimoni legalmente riconosciuti. Le cerimonie di benvenuto possono essere celebrate senza implicazioni legali. Nelle nazioni in cui i matrimoni validi dal punto di vista legale possono essere celebrati solo da istituzioni religiose o dallo Stato (come in Inghilterra), i matrimoni umanisti vengono spesso celebrati prima o dopo il rito civile, ma presentati come la parte più significativa o importante tra i due eventi.
Al 2018, i celebranti umanisti possono officiare matrimoni legalmente riconosciuti in Scozia, Irlanda, Irlanda del Nord, Jersey, Norvegia, Islanda, Australia, Nuova Zelanda, Sudafrica, Canada e Stati Uniti.

### Regno Unito
L'associazione Humanists UK (ex British Humanist Association) ha fatto da apripista nell’offerta di cerimonie umaniste e oggi gestisce una rete di celebranti in Inghilterra, Galles e Irlanda del Nord . Una rete simile esiste in Scozia dove, in seguito a una sentenza del Registrar General del giugno 2005, i celebranti appartenenti alla Humanist Society Scotland sono stati autorizzati a officiare cerimonie nuziali legalmente riconosciute. I celebranti di Humanists UK nell'Irlanda del Nord hanno ottenuto gli stessi diritti nel 2017, a seguito di un caso giudiziario sostenuto da Humanists UK.
In Inghilterra e Galles l'attuale legislazione prevede che un matrimonio o unione umanista deve essere integrato da un certificato di matrimonio civile o partenariato ottenuto da un Ufficio Anagrafe . Nel dicembre 2014 è stato riferito che l'ufficio del primo ministro britannico stava cercando di bloccare l'attuazione di una modifica che avrebbe conferito validità legale ai matrimoni umanisti in Inghilterra e Galles. Quello stesso anno in Scozia, quando fu legalizzato il matrimonio omosessuale, il primo ministro scozzese partecipò al matrimonio umanista legalmente valido di una coppia omosessuale. Nel 2015 i matrimoni umanisti sono diventati in Scozia più popolari dei matrimoni celebrati dalla Chiesa di Scozia, o da qualsiasi altra confessione religiosa. Lo status della Humanist Society Scotland come uno dei numerosi fornitori fidati di matrimoni umanisti in Scozia è stato fissato nella legge scozzese nel febbraio 2017.

I funerali non religiosi sono legali nel Regno Unito. I celebranti umanisti hanno familiarità con le procedure di cremazione e sepoltura e sono formati ed esperti nell'elaborazione e nella conduzione di cerimonie adeguate. In passato la British Humanist Association ha descritto gli officianti in questo modo: 
 I celebranti hanno in genere almeno 35 anni, hanno esperienza nel parlare in pubblico e probabilmente hanno avuto un'esperienza retribuita o volontaria in una professione di assistenza/sostegno, come ad esempio infermieristica, insegnamento, polizia o lavoro sociale. Devono essere in grado di far fronte all'onere emotivo di incontrare e lavorare regolarmente con persone in lutto, spesso in relazione a decessi particolarmente difficili o imprevisti, come la morte di un bambino in un incidente stradale. Gli impresari di pompe funebri possono prendere accordi con i celebranti formati nella loro zona. 
 Negli ultimi anni sono stati celebrati funerali umanisti per, tra gli altri, Claire Rayner, Keith Floyd, Linda Smith, Ronnie Barker, e Lynsey de Paul,. Il funerale umanista per l'ex primo ministro del Galles, Rhodri Morgan, nel 2017, è stato il primo funerale di Stato nel Regno Unito guidato da un celebrante umanista, l'ex parlamentare Lorraine Barrett, nonché il primo funerale di Stato umanista celebrato in Galles.
I celebranti officiano anche cerimonie umaniste di benvenuto come alternativa non religiosa a cerimonie come i battesimi . Lo scopo è quello di dare importanza e celebrare l'arrivo di un bambino e dargli il benvenuto nella famiglia e nella cerchia di amici.

### Irlanda
In Irlanda la Humanist Association of Ireland gestisce la propria rete di celebranti umanisti. Dal 2012 questi sono stati legalmente riconosciuti, come in Scozia. Nel 2015, i matrimoni umanisti hanno rappresentato il 6% di tutti i matrimoni in Irlanda.

### Stati Uniti e Canada
Le leggi di ogni Stato degli Stati Uniti variano riguardo a chi ha il diritto di svolgere i servizi matrimoniali, ma i celebranti umanisti sono generalmente classificati come "sacerdoti" e hanno gli stessi diritti e le stesse responsabilità del clero ordinato. I celebranti umanisti possono officiare matrimoni tra eterosessuali e tra omosessuali. La Humanist Society, che fa parte dell'American Humanist Association, gestisce un albo di celebranti umanisti.
In Canada gli umanisti possono celebrare cerimonie nuziali in tutto il paese. Generalmente sono sotto l'egida del gruppo nazionale Humanist Canada o di uno dei gruppi provinciali come la British Columbia Humanist Association.

### Scandinavia
I matrimoni umanisti, i funerali e le cerimonie di benvenuto sono popolari in tutta la Scandinavia, dove i gruppi umanisti tendono ad essere ben consolidati. Anche le cerimonie umaniste per il raggiungimento della maggiore età sono popolari in questi paesi, in particolare in Norvegia, dove anche gli umanisti possono celebrare matrimoni legalmente riconosciuti. In Norvegia le cerimonie di maturità (o di conferma) sono un’abitudine culturale che risale a quando una cerimonia di conferma celebrata in chiesa era un requisito di legge per i giovani. In una popolazione sempre più secolare, molti norvegesi si rivolgono invece alla Norwegian Humanist Association (NHA) per una cerimonia di "conferma" che rifletta i loro valori. Nel 2017, 11.000 giovani norvegesi si sono rivolti alla NHA per la loro cerimonia, cioè quasi uno su cinque.

### Germania
I gruppi umanisti che offrono cerimonie nell'ambito di Humanistischer Verband Deutschlands sono ben consolidati in tutta la Germania e sono particolarmente importanti in molte città tedesche, dove la maggior parte dei residenti non è religiosa. Come in Scandinavia, le cerimonie umaniste di maturità (conferma) sono molto popolari grazie alla secolarizzazione e a una tradizione preesistente di conferme religiose. Le cerimonie di Jugendweihe sono state celebrate fin dal 1852, anche se in questi giorni è più probabile che vengano chiamate Jugendfeier (celebrazione giovanile, al contrario dell'ordinazione giovanile). 8.500 giovani tedeschi hanno preso parte a questo tipo di cerimonie nel 2015.

### Italia
In Italia i matrimoni umanisti non sono riconosciuti legalmente, ma la legge consente che la funzione di celebrante nei matrimoni civili venga delegata dall’ufficiale di stato civile, di norma il sindaco, a qualunque cittadino che abbia diritto di essere eletto consigliere comunale. In questo modo, con il consenso del sindaco, la coppia ha la possibilità di scegliere la persona che la unirà in matrimonio, e inoltre il rito civile può essere celebrato all’interno di una cerimonia umanista.
I matrimoni umanisti vengono comunque celebrati da diversi anni, spesso in forma complementare al rito civile. Il primo di questi matrimoni fu celebrato nel 2002 presso il castello di Burio (AT) da Vera Pegna, vicesegretaria dell’associazione Uaar. La stessa associazione è stata anche promotrice dei primi corsi per celebranti laico-umanisti, tenuti da Carlo Giraudo e Richard Brown (autore del libro 'Funerali Senza Dio').  Ai corsi dell’Uaar si sono nel tempo affiancati altri corsi organizzati da enti e privati . 
In Italia, oltre alle iniziative dell'Uaar, dal 2021 opera anche Federcelebranti, una federazione autonoma di celebranti professionisti specializzati in cerimonie non tradizionali, laiche ed umaniste. L'obiettivo principale dell'associazione è promuovere la cultura e la diffusione delle cerimonie laiche, nonché valorizzare e far conoscere la figura del celebrante professionista nel contesto italiano. 
Nel 2025, l’Uaar ha diffuso una comunicazione ai propri celebranti specificando che, all’interno delle cerimonie laiche da loro proposte, non è ammesso alcun tipo di intervento a contenuto religioso o spirituale, nemmeno se proveniente da terze persone e nemmeno qualora espressamente richiesto dai committenti. Tale direttiva esclude qualsiasi forma di espressione che richiami un credo personale, anche in forma simbolica o affettiva, con l’intento di mantenere un’impostazione rigorosamente atea. Tale orientamento ha suscitato dibattito, poiché alcuni celebranti professionisti e soci Uaar ritengono che un’esclusione assoluta di questo tipo contrasti con il significato stesso di “laico”, inteso come principio di apertura, pluralismo e rispetto delle convinzioni individuali, comprese quelle spirituali.
L’Uaar definisce le proprie cerimonie come umaniste, aderendo a Humanists International, organizzazione che nella propria missione dichiara di promuovere la comprensione tra persone con convinzioni religiose e non religiose, e il rispetto della libertà di credo e dei diritti umani in relazione alla fede personale. Tali principi, indicati tra i requisiti per l'adesione all’organizzazione, appaiono in potenziale contrasto con il divieto assoluto imposto dall’Uaar nelle proprie cerimonie, sollevando interrogativi sull’effettiva aderenza ai valori di un umanesimo inclusivo e pluralista.
Con riferimento ai funerali, non essendo questi cerimonie dal valore civile possono essere celebrati facilmente in modalità umanistica. Le celebrazioni avvengono di norma all'interno delle Sale del Commiato, sempre più diffuse, le quali possono essere pubbliche oppure private solitamente ospitate all'interno delle Case Funerarie.

## UNI/PdR 118:2021
Nel 2021 è stata pubblicata la Prassi di Riferimento UNI/PdR 118:2021, un documento tecnico elaborato da ECCO con il contributo di Federcelebranti, che definisce i requisiti relativi alla figura del celebrante professionista e le linee guida per la progettazione e la conduzione di cerimonie laiche, simboliche e non religiose. La prassi è nata dall’esigenza di fornire un riferimento comune per garantire qualità, trasparenza e coerenza professionale in un ambito fino ad allora privo di regolamentazione ufficiale.
Il documento descrive il profilo del celebrante come una figura in grado di ideare, costruire e condurre cerimonie personalizzate, nel rispetto delle convinzioni individuali e delle finalità simboliche dell’evento. Vengono inoltre delineati principi etici, competenze comunicative e modalità operative per cerimonie di diverso tipo, tra cui matrimoni simbolici, cerimonie di benvenuto, commemorazioni e riti di passaggio.
Anche se non ha valore normativo vincolante, la prassi UNI/PdR 118:2021 rappresenta un primo riconoscimento formale dell’attività del celebrante non tradizionale in Italia e viene utilizzata come riferimento da enti formativi e associazioni di categoria.